# Jahresmitteltemperatur
Die Jahresmitteltemperatur eines Ortes, auch als Jahresdurchschnittstemperatur bezeichnet, wird aus dem Durchschnitt der zwölf Monatsmitteltemperaturen errechnet.
Prinzipiell ist die Angabe von Mittelwerten ohne ein Streuungsmaß nur bedingt aussagekräftig. Wünschenswert sind Angaben sowohl zu Tag-Nacht-Amplituden als auch zur Varianz über die Jahre des Erhebungszeitraums. 30 Jahre Messungen durch eine Wetterstation gelten als ausreichend, um einen stabilen Wert für die Jahresmitteltemperatur zu erzielen.

## Forstwirtschaft und Biologie
In der Forstwirtschaft und Biologie wird zur Charakterisierung eines Waldgebietes oft auch die Jahresmitteltemperatur in der Vegetationsperiode ermittelt.
Die wärmste und die kälteste Monatsmitteltemperatur sind oft entscheidend dafür, ob eine Pflanzenart an einem Ort gedeihen kann. So verträgt der Tropenbaum Kokospalme es nicht, wenn die Mitteltemperatur des kühlsten Monats unter 20 Grad liegt.

## Klimatologie
Die Jahresmitteltemperatur und die höchste und tiefste Monatsmitteltemperatur werden auch zur Charakterisierung und Abgrenzung von verschiedenen Klimazonen verwendet. Die Klimaklassifikation nach Siegmund & Frankenberg bezieht sich streng auf die Jahresmitteltemperaturen.

## Erderwärmung

Entwicklung der Temperaturanomalien ab 1850 im Vergleich zu 1951–1980 (NASA)

Aus den Ergebnissen vieler weltweit verteilter Wetterstationen wird auch eine durchschnittliche Jahresmitteltemperatur der gesamten Erde errechnet. Dabei ist eine globale Erwärmung festzustellen. Der durchschnittliche globale Temperaturanstieg zwischen 1880 und 2012 beträgt nach Angaben des Weltklimarates (IPCC) 0,85 °C. Auf die gesamte Erde ermittelt ergab sich 2024 ein Jahresmittel von 15,1 °C, ein neuer Rekordwert.

## Einfluss auf Produktivität
In einer Studie wurde die Bedeutung von verschiedenen Standortfaktoren für die totale Faktorproduktivität einer Region untersucht anhand der Daten von 257 Regionen der EU. Für die Analyse wurden zahlreiche beeinflussende Eigenschaften der Regionen berücksichtigt. Eine hohe Jahresdurchschnittstemperatur hatte dabei einen negativen Einfluss auf die Produktivität.